# 广州起义路
廣州起義路，通稱起義路，是中华人民共和国广东省广州市越秀区的一條南北走向的道路，位於人民公園以南，海珠橋以北。全長1220米，寬14-22米。以廣州解放紀念碑作起點，為南北向單行綫。

## 歷史
1919年，市政府拆内街建路，定名為維新路，是當時廣州最寬闊的馬路之一。取名原因，是因路段穿過清代衙門空地而拆建，如撫台前空地、按察司等，取其維新變革之意。1948年，曾改名中正路。1950年，復名維新路。1966年文化大革命期間，當局改稱廣州起義路至今，以紀念“廣州起義”事件。

## 特色
起義路位於廣州市中心，而且在廣州城市中軸綫上，沿途有很多重要機構。北段集中有經營印務、旗幟、禮儀用品的商店；南段則因鄰近高第街和大新路鞋業城，有較多鞋料、服飾等店舖。另外，起義路現在路面彎曲不直，是由於當時當局為保留“千頃書院”（现中国社会主义学院广州分院），不能拆除修路而成，以至中、南段出現彎曲的情況。

## 與之交匯道路
道路顺序由北往南排列
- 中山五路
- 西湖路
- 惠福東路/惠福西路
- 大南路
- 大德路
- 大新路
- 一德路/泰康路

## 兩旁的主要建築物/機構
由北往南排列
- 人民公園
- 廣州起義紀念舘
- 廣州市公安局
- 廣州市華僑中學
- 广州市社会主义学院（原廣州大學起義路校區）
- 高第街服飾配件市場
- 海珠廣場

## 交通
巴士
- 起義路站
- 海珠廣場站

地鐵
- 广州地铁1号线公園前站
- 广州地铁2号线公園前站、海珠廣場站
- 广州地铁6号线海珠廣場站

均在鄰近廣州起義路位置設有出口。